# Manuel Nin
Manuel Nin Güell, O.S.B. (Vendrell, Tarragona, 20 de agosto de 1956) es un religioso, teólogo y profesor español.

## Biografía
Nació el 20 de agosto de 1956 en la localidad tarraconense de El Vendrell. Cursó los estudios primarios y los estudios secundarios en su pueblo natal y en el Colegio La Salle de Reus.
Después descubrió su vocación religiosa y el 20 de septiembre de 1975 decidió ingresar como candidato a monje en el Monasterio de Santa María de Montserrat de la Orden de San Benito (O.S.B.), más conocidos como los Benedictinos.
En abril de 1976 hizo el noviciado de la abadía, hizo la profesión temporal el 26 de abril de 1977 y la solemne el 18 de octubre de 1980.
Los estudios de bachillerato en Teología los hizo en la Escuela Filosófica y Teológica del Monasterio de Montserrat, lugar en el que se inició en las lenguas clásicas como el latín, el griego y el siríaco.
Posteriormente, desde 1984 hasta 1987 estuvo en Italia para cursar la licenciatura en Teología Patrística por el Instituto Patrístico Augustinianum de Roma, donde además completó su formación con cursos en el Pontificio Ateneo y Colegio de San Anselmo, en el Pontificio Instituto Litúrgico y el Pontificio Instituto Oriental. 
En 1987 regresó a Montserrat para trabajar como profesor de Teología, Patrología, introducción a las liturgias orientales y griego en la Escuela Filosófica y Teológica del Monasterio.
En 1989 volvió a Roma para elaborar la tesis doctoral bajo la dirección de los profesores Alberto Camplani, Paolo Bettiolo y Severo Voicu. La tesis la defiende el 20 de enero de 1992 en el Instituto Patrístico Augustinianum, con un trabajo titulado: "Juan el Solitario. Los cinco discursos sobre las Bienaventuranzas".
A partir del curso de 1992-1993 comienza a dar clases de Liturgias Orientales y de Patrología el Pontificio Instituto Litúrgico y en el Instituto Monástico, dos de los centros de estudios que los benedictinos tienen en Roma. Con los años, Nin ampliará su labor docente en Roma con clases en la Pontificia Universidad de la Santa Cruz, en el Pontificio Instituto Oriental y en la Pontificia Universidad Gregoriana, sin dejar la docencia puntual en la Escuela Filosófica y  Teológica de Montserrat.
Desde marzo de 1994 es Consultor de la Congregación para las Iglesias Orientales. 
A partir de enero de 1996 pasó a residir en el Pontificio Colegio Griego de San Atanasio de Roma, primero como Director Espiritual (1996-1999) y desde junio de 1999 como Rector. 
El día 22 de noviembre de 1997 fue ordenado diácono en Roma y el 18 de abril de 1998 recibió la ordenación sacerdotal en Montserrat por parte del entonces Arzobispo de Tarragona, Lluís Martínez Sistach. 
Desde 1998 es asistente del Abad-Presidente de la Congregación Benedictina de Subiaco-Montecassino, a la que pertenece el Monasterio de Montserrat.
El 14 de noviembre de 1999 fue bendecido Archimandrita (superior de una comunidad) de la Archieparquía de Acre, Archieparquía de Haifa y Tierra Santa, por el arzobispo de la Iglesia greco-melquita católica, Boutros Mouallem.
El 2 de febrero de 2016, Nin fue nombrado por el papa Francisco como nuevo Exarca apostólico de los católicos de rito bizantino en Grecia y como nuevo Obispo Titular de la Sede de Carcabia. 
Recibió la consagración episcopal como obispo el 16 de abril de 2016 en la Basílica de San Pablo Extramuros de la Ciudad del Vaticano, a manos del Cardenal-Prefecto de la Congregación para las Iglesias Orientales, Leonardo Sandri. En la ceremonia celebrada siguiendo el rito bizantino, también participaron el Arzobispo de Tarragona, Jaume Pujol Balcells, el Obispo de Urgell, Joan-Enric Vives, el Arzobispo emérito de Barcelona, el cardenal Lluís Martínez Sistach, El Abad de Montserrat, Josep Maria Soler i Canals y varios clérigos catalanes. También estuvo representado el Gobierno de la Generalidad de Cataluña con el entonces Vicepresidente, Oriol Junqueras. 
El papa Francisco también le ha nombrado Consultor de la Oficina de las Celebraciones Litúrgicas del sumo pontífice y Congregación para las Iglesias Orientales.
También es Académico de la Biblioteca Ambrosiana de Milán.

### Exarcado apostólico de Grecia (Iglesia católica bizantina griega)
En Grecia la mayoría de los fieles vive en Atenas y en Yannitsa. Los católicos del exarcado apostólico de Grecia (Apostolicus Exarchatus Graeciae), que nunca han sido numerosos, están siendo asimilados por los inmigrantes católicos rumanos y ucranianos, asistidos por sacerdotes y hermanas religiosas de Ucrania. En 1944 el obispo fundó el Hospital Pamakkaristos, que pasó al Gobierno griego en 1994. Las Hermanas de Pammakaristos de la Madre de Dios, quienes dirigían el hospital, tienen a su cargo un hogar para niños con capacidades especiales, otro para ancianos, una residencia femenina de estudiantes y una casa de oración en Kifisia, cerca de Atenas. El bisemanario Katholiki y un boletín en francés, junto con una librería católica en Atenas, son administrados por el exarcado apostólico.
Las vocaciones de la iglesia católica bizantina griega son principalmente de las islas griegas de Siros y de Tinos, que tienen una considerable población greco-católica y de rito latino, debido a los muchos años de gobierno veneciano.
El sacerdote greco-católico Chrisostomos Vasileiou fue ejecutado el 8 de septiembre de 1944 por los nazis.
En 1975 el papa nombró a Anarghyros Printesis como exarca apostólico, pese a las fuerte objeción de la jerarquía ortodoxa griega, que se opone a la existencia de católicos de rito bizantino en el país. En abril de 2008 el papa Benedicto XVI nombró al obispo Dimitrios Salachas, obispo titular de Carcabia, como sucesor de Printesis. 
De acuerdo al Anuario Pontificio 2016 el exarcado apostólico de Grecia contaba con 6000 fieles, un obispo, 3 parroquias, 7 sacerdotes seculares (todos ellos célibes y originalmente de rito latino) y 11 religiosas. 
La catedral es la iglesia de la Santísima Trinidad en Atenas, templo que fue construido en 1958, aunque la parroquia data de 1929. La parroquia de los Santos Pedro y Pablo en Yannitsa tiene un templo que data de 1861. En la isla de Syros se halla la capilla de la Natividad de Cristo, construida en 1939. En Nea Makri, cerca de Atenas se halla la capilla de la Natividad de la Madre de Dios (Pammakaristou), utilizada también por el rito latino. Tres monasterios se hallan en Atenas (data de 1939), Nea Makri (data de 1961) y en Kifissia (data de 1963), y una casa de las Pequeñas Hermanas de Jesús en Yannitsa (data de 1985).
Exarcas apostólicos de Grecia
- George Calavassy (11 de junio de 1932 - 7 de noviembre de 1957)
- Hyakinthos Gad (17 de febrero de 1958 - 30 de enero de 1975)
- Anárghyros Printesis (28 de junio de 1975 - 23 de abril de 2008)
- Dimitrios Salachas (23 de abril de 2008 - 2 de febrero de 2016)
- Manuel Nin (2 de febrero de 2016 - en el cargo)